# Giovanni Anfossi (pianista)
Giovanni Anfossi (Ancona, 6 gennaio 1864 – Milano, 16 novembre 1946) è stato un pianista e compositore italiano.

## Biografia
Discendente di Pasquale Anfossi, studiò pianoforte e composizione al Conservatorio di Napoli sotto la guida di Giuseppe Martucci.
È ricordato soprattutto come didatta. Sotto la sua guida si formarono Luisa Baccara e Arturo Benedetti Michelangeli: quest'ultimo si diplomò con lui al Conservatorio di Milano quando aveva appena quattordici anni.